# 俄罗斯联邦教育与科学部
俄罗斯联邦教育与科学部（俄语：Министерство образования и науки Российской Федерации) ，俄罗斯联邦政府组成部门之一，负责科学研究、教育、学校资格认定等工作。教育与科学部总部位于莫斯科市中央行政区。
2018年，俄罗斯联邦教育与科学部被分为俄罗斯联邦教育部和俄罗斯联邦科学及高等教育部。